# Пітхораґарх
Пітхораґарх (англ. Pithoragarh, гінді पिथौरागढ़) — місто в індійському штаті Уттаракханд, адміністративний центр округу Пітхораґарх.

## Географія
Місто розташоване в центрі долини Соар. З міста видні вершини Панч-Чулхі, Нанда-Деві і Нанда-Кот. 

### Клімат
Місто знаходиться у зоні, котра характеризується вологим субтропічним кліматом. Найтепліший місяць — червень із середньою температурою 23.1 °C (73.6 °F). Найхолодніший місяць — січень, із середньою температурою 7.8 °С (46 °F).
| Клімат Пітхораґарха     | Клімат Пітхораґарха | Клімат Пітхораґарха | Клімат Пітхораґарха | Клімат Пітхораґарха | Клімат Пітхораґарха | Клімат Пітхораґарха | Клімат Пітхораґарха | Клімат Пітхораґарха | Клімат Пітхораґарха | Клімат Пітхораґарха | Клімат Пітхораґарха | Клімат Пітхораґарха | Клімат Пітхораґарха |
| Показник                | Січ.                | Лют.                | Бер.                | Квіт.               | Трав.               | Черв.               | Лип.                | Серп.               | Вер.                | Жовт.               | Лист.               | Груд.               | Рік                 |
| Середній максимум, °C   | 13,7                | 15,5                | 20,7                | 25,9                | 28,7                | 28,5                | 25,9                | 25,4                | 24,9                | 23,3                | 19,7                | 15,8                | 22,3                |
| Середня температура, °C | 7,8                 | 9,4                 | 14,2                | 19,2                | 22,1                | 23,1                | 21,9                | 21,6                | 20,4                | 17,4                | 13,2                | 9,7                 | 16,7                |
| Середній мінімум, °C    | 1,9                 | 3,4                 | 7,7                 | 12,6                | 15,7                | 17,7                | 17,9                | 17,8                | 16                  | 11,5                | 6,8                 | 3,5                 | 11                  |
| Норма опадів, мм        | 37.4                | 42.8                | 39.4                | 34.7                | 56.7                | 164.8               | 317.3               | 305.2               | 174.4               | 47.9                | 7.3                 | 16.7                | 1244.5              |
| ----------------------- | ------------------- | ------------------- | ------------------- | ------------------- | ------------------- | ------------------- | ------------------- | ------------------- | ------------------- | ------------------- | ------------------- | ------------------- | ------------------- |
| Джерело: Weatherbase    |                     |                     |                     |                     |                     |                     |                     |                     |                     |                     |                     |                     |                     |

## Значення у культурі
Через місто проходять паломницькі маршрути до гір Кайлас і Ом Парват та озера Манасаровар.